# Basellandschaftliche Kantonalbank
Die Basellandschaftliche Kantonalbank (BLKB) mit Sitz in Liestal ist die Kantonalbank des Kantons Basel-Landschaft. Sie wurde 1864 gegründet und ist in Form einer öffentlich-rechtlichen Anstalt organisiert. Die Bank verfügt über 24 Niederlassungen im Kanton Basel-Landschaft, im solothurnischen Breitenbach, im aargauischen Rheinfelden und Frick, in Basel. Das Tätigkeitsfeld der BLKB liegt traditionell im Retail Banking, Hypothekargeschäft, Private Banking und im Bankgeschäft mit kleinen und mittleren Unternehmen innerhalb des eigenen Kantonsgebietes.

## Grundkapital/Zertifikate
Das Grundkapital der BLKB beträgt 217 Millionen Schweizer Franken. Davon befinden sich 160 Millionen Franken im Besitz des Kantons Basel-Landschaft. 57 Millionen Franken sind in Form von BLKB-Zertifikaten von je 100 Franken Nennwert auf dem Kapitalmarkt verteilt. Das alleinige Stimmrecht liegt beim Kanton Basel-Landschaft, der gemäss Gesetz für die Verbindlichkeiten der Bank haftet (Staatsgarantie).

## Marktgebiet
Der geografische Geschäftskreis der Basellandschaftlichen Kantonalbank umfasst die gesamte Wirtschaftsregion Nordwestschweiz.

## Gründung/Entstehung
1864: Zu Beginn der 1860er Jahre hatte der Kanton Basel-Landschaft mit grosser Geldknappheit zu kämpfen. Die finanziellen Ressourcen der städtischen Bankenwirtschaft flossen in den aufkommenden Eisenbahnbau. Für Privatpersonen war es kaum mehr möglich, an Kredite zu gelangen, ohne Wucherzinsen in Kauf nehmen zu müssen. Die schwierige Situation veranlasste das kantonale Parlament dazu, die Gründung einer Kantonalbank einzuleiten. Am 10. Juli 1864 nahm das Volk das Kantonalbankgesetz mit grossem Mehr an. Zwei Monate später trat die Bankenkommission zu ihrer ersten Sitzung zusammen. Der Kanton stattete die Bank mit einem Grundkapital von einer Million Franken aus. Innert vier Jahren erhöhte sich die Bilanzsumme von 1,6 auf 7,2 Millionen Franken.

## Auslandsexpansion
Mittels der 2001 übernommenen Vermögensverwalterin AAM (später AAM Privatbank) wollte die BLKB ins Ausland expandieren, was jedoch misslang. 2009 wurde die AAM Privatbank an die Basler Kantonalbank verkauft.

## Beteiligungen
Die BLKB hält u. a. eine Beteiligung an der Radicant Holding AG. 2025 wurde in Bezug auf diese Beteiligung eine Wertberichtigung in der Höhe von 105,5 Millionen Franken vorgenommen. In diesem Zusammenhang wurde Anfang Juli 2025 zuerst angekündigt, dass CEO John Häfelfinger und Bankratspräsident Thomas Schneider im Verlaufe des Jahres 2026 zurücktreten werden. Gegen Ende des gleichen Monats wurde aber bekannt, dass die beiden ihre Ämter bereits Ende Juli 2025 abgeben. Radicant-Präsident Marco Primavesi wird das Unternehmen spätestens per Ende Februar 2026 verlassen.

## Organisation
Oberstes Aufsichtsorgan der Basellandschaftlichen Kantonalbank ist der Bankrat. Dieser setzt sich aus sieben Mitgliedern zusammen und wird ad interim von Nadia Tarolli Schmidt präsidiert. Die Mitglieder des Bankrats werden vom Regierungsrats des Kantons Basel-Landschaft für vier Jahre gewählt.
Die Geschäftsleitung setzt sich aus fünf Mitgliedern zusammen und wird interimistisch von Christoph Schär geleitet.

## Kennzahlen(per 31. Dezember 2022)
- Geschäftserfolg (in Mio. CHF): 163,5
- Jahresgewinn (in Mio. CHF): 130,2
- Bilanzsumme (in Mrd. CHF): 34,7
- Cost-/Income-Ratio I: 53,01 %
- Gesamtablieferung an Kanton (in Mio. CHF): 60,3
- Personalbestand: 832 (Durchschnitt)
- Niederlassungen: 24[7]